# Johannes Bröckers
Johannes Bröckers (* 1960 in Limburg an der Lahn) ist ein deutscher Autor, Texter und Redakteur. 

## Leben
Bröckers studierte Germanistik und Europäische Ethnologie an der Philipps-Universität Marburg und arbeitete als Journalist, Texter und Creative Director in der Werbung. 2000 gründete er pleasant_net, das Büro für strategische Beeinflussung. Bröckers ist Dozent für Text an der privaten Frankfurter Berufsfachschule Academy of Visual Arts. Er lebt und arbeitet in Frankfurt am Main. Aufmerksamkeit erlangte er mit seiner Kritik an Amazon und dem Unternehmenschef Jeff Bezos.

## Trivia
Die Titel seiner Bücher über Amazon beziehen sich auf den sprachgesteuerten, internetbasierten intelligenten persönlichen Assistenten Alexa des US-amerikanischen Unternehmens Amazon.
Bröckers war Franz Kellers Lektor bei dessen Buch Vom Einfachen das Beste.
Sein Bruder ist der Journalist Mathias Bröckers.

## Publikationen
- Schnauze, Alexa! (Westend Verlag, Frankfurt/Main, 2018) ISBN 978-3-86489-251-6
- Alexa, ich mach Schluss mit dir! (Westend Verlag, Frankfurt/Main, 2020) ISBN 978-3-86489-297-4